# Pholidoscelis corax
Espèce
Synonymes
- Ameiva corax Censky & Paulson, 1992

Statut de conservation UICN

 EN D : En danger
Pholidoscelis corax est une espèce de sauriens de la famille des Teiidae.

## Répartition
Cette espèce est endémique d'Anguilla. Elle se rencontre sur l'île Little Scrub.

## Publication originale
- Censky & Paulson, 1992 : Revision of the Ameiva (Reptilia: Teiidae) of the Anguilla Bank, West Indies. Annals of the Carnegie Museum, vol. 61, no 3, p. 177-195.